# Jorgelina Cravero
Jorgelina Cravero (San Francisco, 23 de enero de 1982) es una extenista argentina.
Ha llegado a competir en el Abierto de Australia, Wimbledon y Abierto de los Estados Unidos en 2007, en el cual se enfrentó en primera ronda del torneo inglés contra la número uno del ranking Justine Henin, quien la derrotó por 6-3 6-0. Además, ha ganado 49 títulos de la ITF, quince en singles y otros treinta y cuatro en dobles.
En 2007 fue parte del equipo argentino que compitió en la Fed Cup, aportando cuatro victorias en individuales durante el desarrollo de la Zona Americana, de la cual su selección fue la ganadora, obteniendo la posibilidad de disputar en julio los playoffs donde el combinado de su país derrotó a su par de Canadá, logrando ascender de esta manera al Grupo Mundial II.
Ese mismo año, participó en los Juegos Panamericanos donde obtuvo la medalla de oro en dobles junto a Betina Jozami.

## Títulos WTA (0)

### Individuales (0)

#### Clasificación en torneos del Grand Slam
| Torneo                 | 2008 | 2007 | Títulos |
| ---------------------- | ---- | ---- | ------- |
| Abierto de Australia   | -    | 1r   | 0       |
| Roland Garros          | -    | -    | 0       |
| Wimbledon              | -    | 1r   | 0       |
| US Open                |      | 1r   | 0       |
| WTA Tour Championships |      | -    | 0       |

### Dobles (0)

#### Clasificación en torneos del Grand Slam
| Torneo               | 2008 | Títulos |
| -------------------- | ---- | ------- |
| Abierto de Australia | -    | 0       |
| Roland Garros        | -    | 0       |
| Wimbledon            | 1r   | 0       |
| US Open              |      | 0       |

## Evolución en el ranking WTA (individuales)
| Año  | Puesto |
| ---- | ------ |
| 1999 | 786º   |
| 2000 | 517º   |
| 2001 | 414º   |
| 2002 | 263.º  |
| 2003 | 308.º  |
| 2004 | 461.º  |
| 2005 | 389.º  |
| 2006 | 136.º  |
| 2007 | 140.º  |